# Fiorella Mannoia
Fiorella Mannoia (Roma, 4 aprile 1954) è una cantante e attrice italiana.
Ha iniziato la sua carriera nel 1968, distinguendosi nel panorama musicale italiano per il suo timbro vocale particolare e per le interpretazioni di pezzi di altri artisti. Ha calcato il palco del Festival di Sanremo sei volte, riuscendo ad aggiudicarsi due volte il Premio della Critica. Nel 1992 ha ricevuto il Telegatto di TV Sorrisi e Canzoni alla manifestazione Vota la voce. Detiene, a pari merito con altri quattro artisti, il primato per il maggior numero di riconoscimenti da parte del Club Tenco, con sei Targhe Tenco al suo attivo, che la rendono la cantante femminile con il maggior numero di premi vinti in questa manifestazione.
Il 2 giugno 2005 è stata nominata Ufficiale dell'Ordine al merito della Repubblica italiana dal Presidente della Repubblica Carlo Azeglio Ciampi e nel Benin è stata insignita del titolo di "Cavaliere dell'Ordine del Consiglio Mondiale del Panafricanismo". La cantante è stata premiata per aver contribuito a fare conoscere in Italia la figura del leader politico Thomas Sankara e per la vicinanza al popolo e alle donne africane. Oltre alla carriera di cantante, ha avuto anche varie esperienze a livello recitativo.

## Biografia

### Gli esordi: tra musica e recitazione

Fiorella Mannoia come controfigura di Lucia Mannucci durante le riprese di Non cantare, spara

Figlia del cascatore siciliano Luigi Mannoia e di madre marchigiana, ha iniziato con il fratello Maurizio Stella e la sorella Patrizia la stessa attività del padre, lavorando nel mondo del cinema come stuntwoman, principalmente come controfigura di Monica Vitti ma anche di Candice Bergen nel film Il giorno dei lunghi fucili (1971); in televisione ha sostituito, nelle scene a cavallo, Lucia Mannucci nello spettacolo musicale Non cantare, spara (1968) e Loretta Goggi nello sceneggiato La Freccia Nera (1968). Nei primi anni settanta ha recitato con ruoli minori in alcuni spaghetti-western: nel 1972 è apparsa in Una colt in mano al diavolo e nel 1973 in ...E il terzo giorno arrivò il corvo e in Sei bounty killers per una strage.
Ha esordito nel mondo musicale al Festival di Castrocaro del 1968, cantando Un bimbo sul leone di Gino Santercole (già incisa da Adriano Celentano): non ha vinto, ma ha ottenuto un contratto discografico con la Carisch, che le ha fatto incidere nell'arco di due anni i primi 45 giri. Il 45 giri di esordio della Mannoia è stato Ho saputo che partivi/Le ciliegie del 1968, a cui hanno fatto seguito l'anno successivo altri due 45 giri: Gente qua gente là/Occhi negli occhi e Mi piace quel ragazzo lì/Occhi negli occhi. Con il brano Gente qua gente là ha partecipato a Un disco per l'estate 1969, senza però raggiungere la finale.

### Gli anni settanta
Nel 1970 ha conosciuto Memmo Foresi e firmato un contratto discografico con la It, etichetta con cui ha pubblicato il 45 giri Mi gira la testa/Ore sei nel 1971. Nel 1972 ha firmato con la RCA Italiana, incidendo proprio con Foresi il suo primo 33 giri, intitolato Mannoia Foresi & co., trainato dal 45 giri Ma quale sentimento/Che cos'è.
Sempre per la RCA è uscito nel 1974 il 45 giri Ninna nanna/Rose, brano quest'ultimo censurato per il verso "Non ti posso dire lui che se ne fa della tua verginità", termine successivamente sostituito con "ingenuità". Nel 1976 la Mannoia ha firmato con la Dischi Ricordi, etichetta con cui ha pubblicato una serie di 45 giri: nel 1976 Piccolo/Che sete ho (il cui lato A è contenuto anche nel 45 giri Piccolo/More more more con Andrea True Connection), nel 1977 Tu amore mio/Viva, nel 1978 Scaldami/Cover Girl.

### Gli anni ottanta
Nel 1980 ha firmato un nuovo contratto discografico con la CGD. La prima incisione è stata un fortunato duetto con Pierangelo Bertoli: il brano era Pescatore; il brano è stato inserito nell'album di Bertoli Certi momenti.
Nel 1981 ha partecipato per la prima volta al Festival di Sanremo con Caffè nero bollente, canzone contraddistinta da un testo alquanto audace e provocatorio, scritto da Mimmo Cavallo e Rosario De Cola, classificandosi all'11º posto. Nello stesso anno ha partecipato al Festivalbar con il singolo E muoviti un po'.
Nel 1983 è stata di nuovo al Festivalbar con il successo Torneranno gli angeli, lato B di un ultimo 45 giri pubblicato con la CGD (Il posto delle viole/Torneranno gli angeli) e incluso nell'omonimo album Fiorella Mannoia, prodotto dal musicista Mario Lavezzi, già autore e produttore di successo per Loredana Bertè e in seguito anche per Anna Oxa e Ornella Vanoni.
Nel 1984 ha firmato con la Ariston Records e ha partecipato nuovamente al Festival di Sanremo con uno dei brani più importanti della sua carriera, Come si cambia, scritto da Maurizio Piccoli e Renato Pareti, classificandosi al 14º posto. Nell'estate dell'84 è uscito il 45 giri Ogni volta che vedo il mare/Chiara e in autunno ha partecipato alla gara canora del TV-show Premiatissima, dove ha interpretato alcuni classici della canzone d'autore italiana per lei riarrangiati da Mario Lavezzi, vincendo con quasi quattro milioni di voti di preferenza su colleghe assai più popolari come Marcella Bella, Gabriella Ferri, Dori Ghezzi, Orietta Berti, Patty Pravo e Iva Zanicchi.
Nel 1985 si è classificata seconda al Festivalbar con L'aiuola, hit inclusa nell'album Momento delicato, titolo tratto dall'omonimo successo contenuto nell'LP, scritto da Mogol con Mario Lavezzi, che è stato anche produttore dell'intero lavoro.
Nel 1986 ha partecipato nuovamente al Festivalbar con uno dei brani da lei più amati, Sorvolando Eilat (scritto da Mogol e Piero Fabrizi), tratto dall'album Fiorella Mannoia, ultimo dei tre LP per lei prodotti da Mario Lavezzi.
Nel 1987 ha firmato un nuovo contratto discografico con la DDD e ha partecipato al 37º Festival di Sanremo, dove ha presentato Quello che le donne non dicono, per il quale ha ricevuto il Premio della Critica. Il brano, inizialmente destinato a Fiordaliso, era stato scritto da Enrico Ruggeri e Luigi Schiavone (autori con i quali in seguito la Mannoia avvierà una lunga e fortunata collaborazione) è diventato nel tempo la canzone in assoluto più popolare del suo repertorio, malgrado al Festival si fosse classificato solamente all'ottavo posto.

Da sinistra: Fiorella Mannoia e Paola Turci posano con i Premi della Critica vinti al Festival di Sanremo 1988

Nel 1988 ha partecipato nuovamente al Festival di Sanremo con Le notti di maggio, brano di Ivano Fossati con cui si è classificata al 10º posto, vincendo per il secondo anno consecutivo il Premio della Critica. Nello stesso anno l'artista ha vinto Un disco per l'estate con il singolo Il tempo non torna più, inserito nell'album Canzoni per parlare, a partire dal quale sarà il compagno Piero Fabrizi a curare la produzione dei suoi lavori, intraprendendo un fortunato sodalizio artistico dalla durata ventennale.
Canzoni per parlare (titolo tratto proprio dall'incipit de Le notti di maggio) è valso a Fiorella Mannoia la prima delle sei prestigiose Targhe Tenco da lei vinte nel corso degli anni come miglior interprete. Il disco, il primo della cantante a raggiungere un significativo riscontro commerciale, è stato scritto in gran parte da Enrico Ruggeri, che firma i testi di ben cinque brani su nove: "I dubbi dell'amore", "I miei amici stanno al bar", "La vita che vuoi", "Il tempo non torna più" e "La lettera che non scriverò mai"; fra gli autori dell'album comparivano, oltre a Piero Fabrizi e Luigi Schiavone, anche Riccardo Cocciante e Ron.
Alla fine del 1989, è uscito l'album Di terra e di vento, in cui ha collaborato ancora una volta con Ivano Fossati, che ha firmato il brano d'apertura Baia senza vento, Lunaspina e il testo italiano di O que será di Chico Buarque, cantando con lei in un fortunato duetto uscito anche come singolo. Molti anche i testi di Enrico Ruggeri (La giostra della memoria", "Le canzoni, gli amanti", "Ascolta l'infinito); per la prima volta è apparso anche un brano scritto da Francesco De Gregori, Cuore di cane.

### Gli anni novanta
Nel 1992 esce l'album I treni a vapore, dal titolo dell'omonimo brano scritto ancora una volta da Ivano Fossati, mentre gli arrangiamenti vengono affidati al maestro Geremia Sirico, e da cui vengono estratti i singoli I venti del cuore e Il cielo d'Irlanda, entrambi scritti da Massimo Bubola. All'album partecipano come autori ancora una volta Francesco De Gregori (Tutti cercano qualcosa), Ivano Fossati (I treni a vapore, 1991: L'amore per l'amore, Piccola serenata diurna) ed Enrico Ruggeri con Luigi Schiavone (Inevitabilmente), oltre a Eugenio Finardi che scrive Sull'orlo.
Il 18 novembre 1993 viene pubblicata l'antologia Le canzoni, primo album dall'etichetta Harpo della stessa Fiorella, che offriva tre inedite reinterpretazioni di altrettanti suoi successi usciti nel decennio precedente: Quello che le donne non dicono, Sorvolando Eilat ed un'intensa Come si cambia.
Il 20 ottobre 1994 esce l'album Gente comune, da cui vengono estratti i singoli L'altra madre (ancora di Enrico Ruggeri e Luigi Schiavone) e Crazy Boy (scritto da Samuele Bersani con Piero Fabrizi). Il disco contiene ancora brani di Massimo Bubola (Camicie rosse, Che vita sarai), Francesco De Gregori (Giovanna D'Arco), Ivano Fossati (Piccola, piccola), unitamente a due cover: Non voglio crescere più, versione italiana di I Don't Wanna Grow Up di Tom Waits tradotta da Ruggeri, e Il culo del mondo (O cu do mundo), in duetto con lo stesso Caetano Veloso.
Il 20 novembre 1997 esce Belle speranze, album in cui collabora con autori emergenti come gli Avion Travel, Pacifico, Daniele Silvestri e Gianmaria Testa. Dal disco vengono estratti quattro singoli: Belle speranze, Non sono un cantautore, Il fiume e la nebbia, Al fratello che non ho.
Il 14 gennaio 1999, la Mannoia pubblica il suo primo album live, intitolato Certe piccole voci, certificato doppio disco di platino con oltre 200 000 copie vendute. L'album comprende anche il singolo Sally, una delle sue più importanti e popolari interpretazioni, cover di Vasco Rossi.

### Gli anni duemila
Nel 2000 Fiorella Mannoia viene invitata al 50º Festival di Sanremo in qualità di super ospite e interpreta dal vivo i brani Il pescatore e Oh che sarà.
Anticipato dall'omonimo singolo, il 1º febbraio 2001 esce l'album Fragile, certificato doppio disco di platino con oltre 200 000 copie vendute: il lavoro, scritto in gran parte dal produttore Piero Fabrizi, comprende ancora un brano di Ivano Fossati (Fotogramma), un duetto inedito con Francesco De Gregori (che scrive L'uccisione di Babbo Natale) e due cover anch'esse "d'autore": Come mi vuoi? di Paolo Conte, e una nuova e più matura versione de Il pescatore di Fabrizio De André.
Il 22 novembre 2002 viene pubblicato In tour, doppio album live registrato insieme a Francesco De Gregori, Pino Daniele e Ron. L'album viene certificato disco di platino con oltre 160 000 copie vendute.
Nel 2003, ritorna al cinema dopo circa trent'anni, partecipando alla commedia sentimentale diretta da Ambrogio Lo Giudice intitolata Prima dammi un bacio.
Il 9 gennaio 2004 viene pubblicato il singolo Metti in circolo il tuo amore/Señor, brano di Luciano Ligabue, apripista dell'album live Concerti; dall'album vengono estratti anche i singoli Señor e Messico e nuvole. Sempre nel 2004 viene pubblicato anche il DVD Due anni di concerti, nello stesso anno, inoltre, esce un singolo non contenuto in nessun album: si tratta di L'amore....

Il 2 giugno 2005 viene nominata Ufficiale dell'Ordine al merito della Repubblica italiana dal Presidente della Repubblica Carlo Azeglio Ciampi. Il 2 luglio dello stesso anno prende parte al Live 8 Roma, svoltosi presso il Circo Massimo di Roma, eseguendo tre brani: Sally, Clandestino e Mio fratello che guardi il mondo. Il 30 novembre 2005 viene pubblicato il DVD Live in Roma 2005 a cui è allegato il libro di Fiorella Mannoia Biografia di una voce.

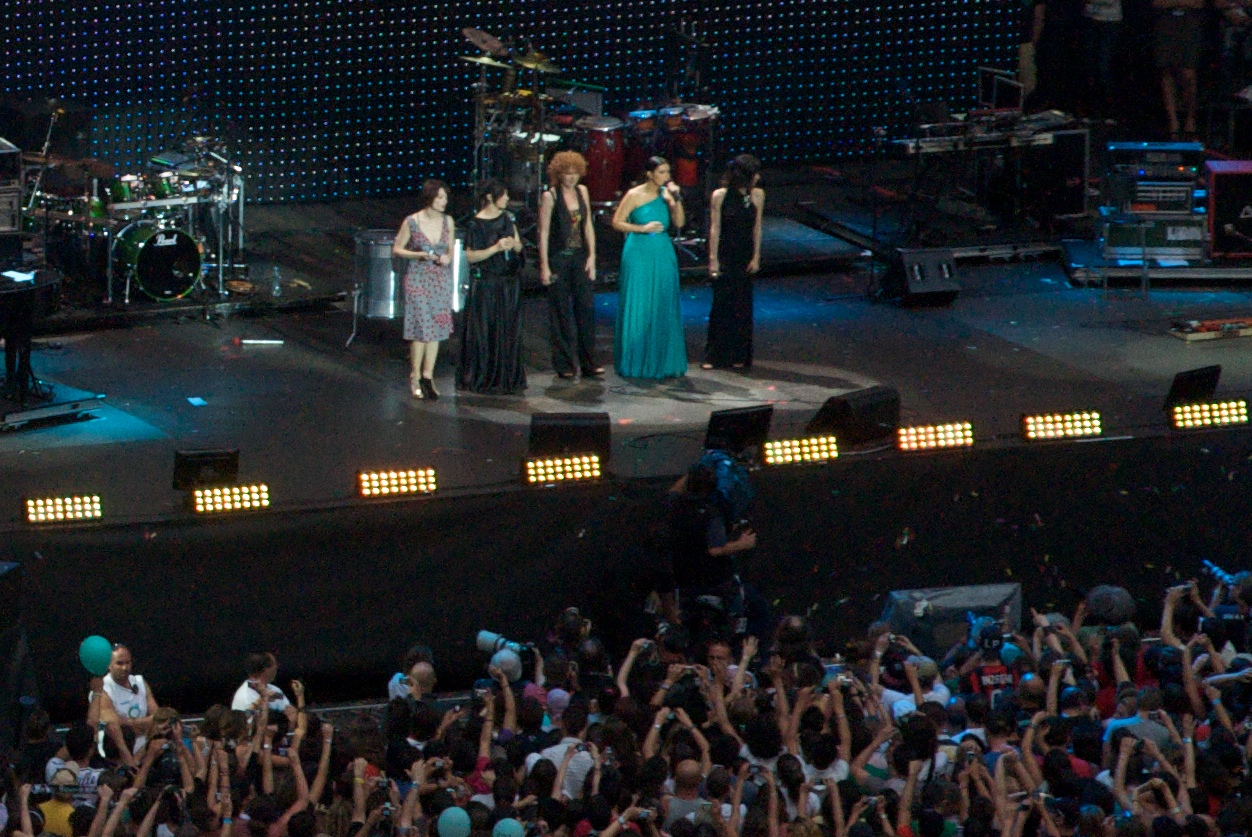
Fiorella Mannoia ad Amiche per l'Abruzzo in Quello che le donne non dicono

Il 10 novembre 2006 viene pubblicato Onda tropicale, preceduto il 2 febbraio 2006 dal singolo Cravo e canela, con la partecipazione di Milton Nascimento. Il disco è un omaggio alla musica popolare brasiliana e vede duettare la Mannoia con Gilberto Gil, Chico Buarque, Carlinhos Brown, Chico César, Djavan, Lenine, Jorge Benjor e Adriana Calcanhotto, oltre al già citato Milton Nascimento. Dall'album viene estratto come singolo anche Senza un frammento, con il featuring di Djavan.
Il 31 luglio 2007, durante il doppio concerto-evento tenuto a Le Castella di Isola di Capo Rizzuto, insieme a Gilberto Gil, riceve il "Riccio d'Argento" della XXI edizione di "Fatti di Musica", la rassegna del miglior live italiano diretta da Ruggero Pegna.
Il 10 novembre 2007 viene pubblicata la doppia raccolta Canzoni nel tempo, anticipata dall'inedita reinterpretazione di Dio è morto, a cui segue - sempre come singolo - l'uscita di una seconda, celeberrima cover: Io che amo solo te.
Il 17 ottobre 2008 viene pubblicato il brano Io posso dire la mia sugli uomini, singolo apripista dell'album Il movimento del dare, ultimo album per lei prodotto da Piero Fabrizi e pubblicato il 7 novembre dello stesso anno. Il 9 gennaio 2009 esce il secondo singolo estratto: Il re di chi ama troppo, che vede il featuring di Tiziano Ferro.
Il 21 aprile 2009 esce Il gigante, singolo in duetto con i Rio e contenuto nell'album di questi ultimi intitolato Il sognatore.
Il 21 giugno 2009 Fiorella partecipa, in veste di madrina come anche Laura Pausini, Gianna Nannini, Elisa e Giorgia, ad Amiche per l'Abruzzo, concerto di beneficenza, tenutosi presso lo Stadio San Siro di Milano, in favore dei terremotati. In questo periodo Fiorella inizia l'attività collaborativa con Noemi. Il 10 settembre 2009 viene pubblicato L'amore si odia, brano scritto da Diego Calvetti e Marco Ciappelli, in cui Fiorella Mannoia duetta con Noemi.
Il brano rappresenta sia il singolo apripista dell'album Sulla mia pelle di Noemi, sia dell'album Ho imparato a sognare della Mannoia. Dall'album Ho imparato a sognare (disponibile anche nella versione DVD), vengono estratti anche i singoli Ho imparato a sognare (che dà il titolo al disco) ed Estate. Nello stesso anno ha cantato nell'ultimo disco di Claudio Baglioni Q.P.G.A., nella canzone Mia nostalgia.

### Gli anni duemiladieci eSud

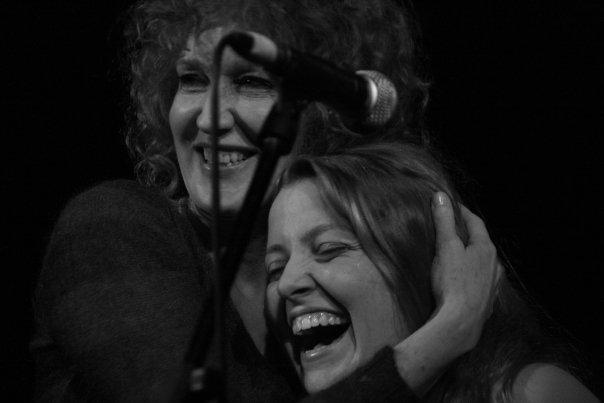
Fiorella Mannoia e Noemi

Nella primavera del 2010 l'artista è impegnata con l'Ho imparato a sognare tour, che vede la partecipazione di Noemi in alcune tappe. Il 28 maggio 2010 viene pubblicato il singolo Donna d'Onna, cantato insieme a Laura Pausini, Giorgia, Elisa e Gianna Nannini, che fa da apripista al doppio DVD Amiche per l'Abruzzo pubblicato il 22 giugno 2010, a un anno di distanza dal concerto.
Sempre nel 2010, Fiorella riceve tre Wind Music Awards: uno, ritirato insieme a Noemi per il singolo L'amore si odia (scritto da Marco Ciappelli e Diego Calvetti), certificato multiplatino, l'altro per l'album Ho imparato a sognare, e come terzo riceve il premio speciale Arena di Verona.
Il 27 agosto esce il singolo Se veramente Dio esisti scritto dagli Avion Travel; il brano anticipa l'uscita il 14 settembre del doppio album live Il tempo e l'armonia (di cui esiste anche la deluxe edition con dvd), registrato il 24 e il 25 maggio presso il Teatro Filarmonico di Verona, concerto a cui ha partecipato anche Noemi.
Il tempo e l'armonia viene presentato all'Arena di Verona il 12 settembre con un evento gratuito, a cui prendono parte come ospiti anche Cesare Cremonini, i Negrita e Noemi. Inizia così Il tempo e l'armonia tour, che vede ancora una volta la presenza di Noemi in alcune date.
Il 9 dicembre 2011 Fiorella Mannoia pubblica il singolo Io non ho paura, a cui segue a una settimana di distanza il singolo Non è un film con la partecipazione di Frankie hi-nrg mc, con il quale vince il Premio Amnesty Italia 2012.
I brani anticipano l'album di inediti Sud, pubblicato il 24 gennaio 2012 e ispirato prevalentemente al libro Terroni di Pino Aprile, e il 6 marzo 2012 viene estratto il terzo singolo: Se solo mi guardassi, celebre brano che racconta il mondo visto dal punto di vista dei migranti, ai quali "non facciamo mai domande. Sono come esseri invisibili che vivono in mezzo a noi", così ha affermato la Mannoia al riguardo. Questo brano tuttora risulta essere l'emblema dell'Ottobre Africano avente il suo culmine nel Sankarà Day (15 ottobre), in memoria del colpo di Stato in Burkina Faso, occasione che annualmente la cantante ricorda esibendosi prevalentemente con artisti africani.
In questo album vi sono diversi brani scritti dalla stessa Fiorella Mannoia, tra i quali si ritiene opportuno ricordare In viaggio: una lettera struggente scritta da una madre a un'ipotetica figlia in partenza dal Sud del mondo in cerca di fortuna, sapendo che forse non avrà mai più sue notizie e augurandole il meglio per quella che sarà la sua vita lontana da casa. "Rivendica il diritto ad essere felice, non dar retta alla gente non sa quello che dice. E non aver paura ma non ti fidare se il gioco è troppo facile avrai qualcosa da pagare. Ed io ti penserò in silenzio nelle notti d'estate, nell'ora del tramonto quando si oscura il mondo: l'ora muta delle fate. E parlerò al mio cuore, più forte perché tu lo possa sentire. È questo il nostro accordo prima di partire ..." (In viaggio, Fiorella Mannoia).

Fiorella Mannoia con Lucio Dalla

Nella primavera del 2012 è in tournée con la prima parte del Sud tour che vede la partecipazione di Frankie hi-nrg mc e di Noemi in alcune tappe, e l'intenso omaggio della Mannoia a Lucio Dalla con una personalissima interpretazione del brano Cara; parallelamente Fiorella prende parte ad alcune date della seconda parte del RossoNoemi tour di Noemi.
Il 22 settembre 2012 è tra gli artisti partecipanti a Italia Loves Emilia, concerto di beneficenza in favore delle popolazioni emiliane terremotate. Viene, quindi, pubblicato il 27 novembre l'album dal vivo Italia Loves Emilia - Il concerto, anticipato dal singolo A muso duro.
Il 9 ottobre 2012 esce un nuovo album live: Sud il tour, con il singolo Quelli che benpensano (featuring Frankie hi-nrg mc). All'album segue la seconda parte del Sud tour.
Il 14 febbraio 2013 viene pubblicato l'album Un posto nel mondo di Chiara, a cui la Mannoia collabora come coautrice nella cover Mille passi, estratto come singolo il 29 marzo.

Il 29 ottobre esce A te, album-tributo a Lucio Dalla, anticipato dal singolo La casa in riva al mare. L'album è stato registrato in presa diretta con l'orchestra Sesto Armonico. La cantante ha coinvolto nel progetto anche Ron, che ha cantato con lei nel brano Felicità, e Alessandra Amoroso, con cui ha duettato ne La sera dei miracoli. In merito a questo progetto, la cantante in un'intervista a la Repubblica ha dichiarato: 
«Quando Lucio se n'è andato è stato terribile, non immaginavo nemmeno che mi avrebbe toccato così tanto. Nei giorni seguenti, eravamo in tour, nei lunghi viaggi abbiamo iniziato a riascoltare tutte le canzoni, e mi sono sorpresa a cantarle a memoria, non mi ero resa conto di quante ne conoscessi. Abbiamo cominciato a pensare che sarebbe stato bello fare un disco, era un atto dovuto, glielo dovevo, io personalmente».
Durante la quarta serata del Festival di Sanremo 2014 duetta con Frankie hi-nrg mc con il brano Boogie omaggiando Paolo Conte.

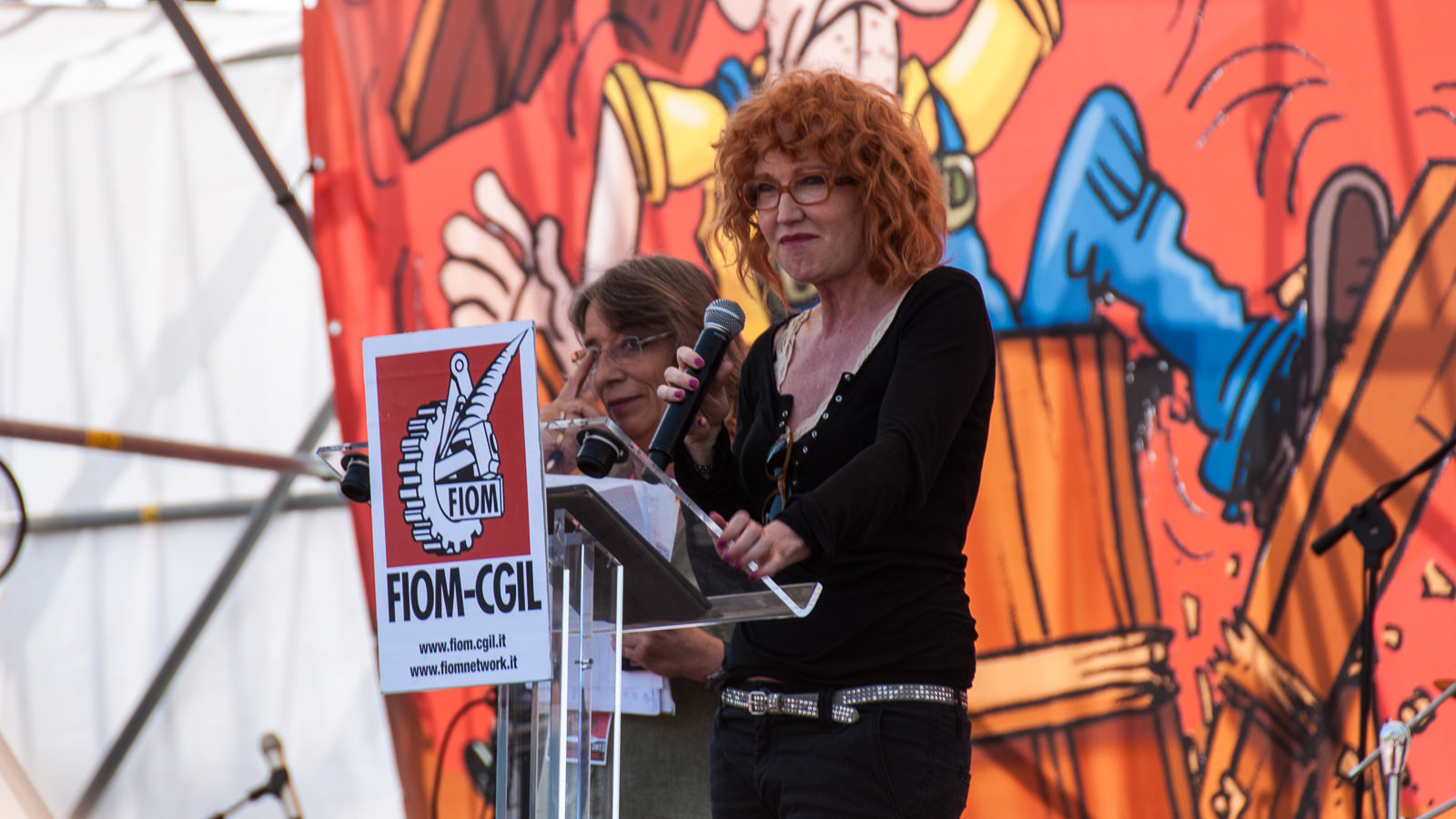
Fiorella Mannoia nel 2013

Il 29 marzo 2014 è ospite nella prima puntata della 13ª edizione di Amici, duettando con Moreno il nuovo singolo Sempre sarai. Scrive un brano per l'ep di lancio di Deborah Iurato vincitrice di Amici 13 dal titolo Anche se fuori è inverno. Sempre nel 2014 scrive un brano per il primo album di Deborah Iurato dal titolo Dimmi dov'è il cielo.
Il 23 aprile 2014 è ospite del concerto-evento di Zucchero Fornaciari al Madison Square Garden di New York, facente parte dell'Americana Tour, seguito da 5 000 spettatori e caratterizzato dalla partecipazione di ospiti d'eccezione come Sting, Elisa, Jovanotti, Fher dei Maná, Chris Botti, Sam Moore, Andrea Griminelli, Irene Fornaciari e un coro gospel. La cantante ha duettato sulle note di Guantanamera (Guajira) e Così celeste.

#### Fiorellae il ritorno sul grande schermo
Per festeggiare i 60 anni dell'artista, il 27 ottobre 2014 esce, preceduto dal singolo Le parole perdute, scritto dalla Mannoia con Cesare Chiodo e Bungaro e lanciato in radio il 26 settembre, l'album antologico in due dischi intitolato semplicemente Fiorella. Nel primo disco la Mannoia rivisita alcuni dei pezzi più significativi della sua carriera, mentre nel secondo ha voluto omaggiare i principali artisti con cui ha collaborato nel corso degli anni, duettando con Laura Pausini, Enrico Ruggeri, Daniele Silvestri, Massimo Bubola, Adriano Celentano, Claudio Baglioni, Frankie HI-NRG, Franco Battiato, Dori Ghezzi, Tiziano Ferro, Luciano Ligabue, Renato Zero, Pino Daniele, Ivano Fossati, Niccolò Fabi, Pau dei Negrita, Giuliano Sangiorgi e Cesare Cremonini. L'ultima traccia dell'album è una reinterpretazione del brano Il parco della luna, ulteriore omaggio a Lucio Dalla dopo il progetto discografico A te, interamente dedicato al cantautore bolognese.
Il 27 novembre a Cascina si tiene la data zero del tour, che inizia ufficialmente il giorno seguente al Teatro Ponchielli di Cremona. Il tour è un ulteriore festeggiamento dell'artista, che decide di ripercorrere le tappe più importanti della sua carriera non solo attraverso le sue canzoni, ma anche con cambi d'abito ispirati ai diversi stili da lei adottati durante la sua carriera.
L'ultima data del tour si tiene all'Arena di Verona il 7 settembre 2015, dove Fiorella durante la serata si esibisce insieme ad alcuni colleghi tra cui Enrico Ruggeri, Loredana Bertè, Emma, Pau dei Negrita, Niccolò Fabi, Alessandra Amoroso (quest'ultima, a causa di un intervento alle corde vocali, non ha potuto esibirsi), Frankie hi-nrg mc, Natty Fred, J-Ax e Noemi. L'evento è stato promosso dall'associazione AIRC a cui andranno i fondi raccolti per la ricerca sul cancro e l'intero concerto è stato trasmesso in diretta radiofonica e televisiva dall'emittente RTL 102.5 sul canale 36 del digitale terrestre.
Nel 2015, a dodici anni di distanza dalla partecipazione al film Prima dammi un bacio, Fiorella Mannoia torna alla recitazione, dopo essere stata scelta da Michele Placido per il cast di 7 minuti, in cui il regista affronta il tema del lavoro e dei suoi diritti attraverso la storia di undici donne impiegate in una fabbrica.
L'11 febbraio 2016 esce nelle sale cinematografiche Perfetti sconosciuti, commedia di Paolo Genovese dove Fiorella firma il testo e voce dell'omonimo brano, tema principale del film composto insieme a Bungaro e Cesare Chiodo, che le vale il Nastro d'argento per la "Migliore Canzone Originale".

#### Amici non ne ho... Ma amiche sì!
Nella primavera del 2015 annuncia di essere al lavoro come produttrice per il nuovo progetto discografico di Loredana Bertè, cioè un'antologia celebrativa per i suoi quarant'anni di carriera, ricca di duetti tutti al femminile e intitolata Amici non ne ho... Ma amiche sì!, da un'idea della stessa Fiorella. Tra le artiste che hanno partecipato alla realizzazione di questo album vi sono Paola Turci, Patty Pravo, Elisa, Alessandra Amoroso, Emma, Irene Grandi, Noemi, Nina Zilli, Bianca Atzei e Aida Cooper oltre che alla stessa Bertè e Mannoia. Il 26 giugno 2015 si esibisce al Summer Festival, per la prima volta dopo trent'anni, al fianco della Bertè, duettando in una nuova versione di In alto mare.
L'album, edito da Warner Music Italy, è uscito il 1º aprile 2016, in concomitanza del ritorno in TV di Loredana Bertè al serale della nuova edizione del talent Amici, dove la cantante viene riconfermata per il secondo anno consecutivo in qualità di giudice. L'album Amici non ne ho... ma amiche sì! è stato anticipato l'11 marzo 2016 dall'uscita del singolo inedito È andata così, scritto da Ligabue.
Il 6 giugno torna a esibirsi all'Arena di Verona insieme alla Bertè durante la prima serata dei Wind Music Awards 2016, duettando nella nuova versione de Il mare d'inverno.
Contemporaneamente, viene annunciata per il 19 settembre 2016 la data-evento conclusiva del tour estivo Amiche sì, con la partecipazione di Fiorella Mannoia (alla quale è affidata la direzione artistica). Il concerto, nato da un'idea di Loredana Bertè, è un'iniziativa a sostegno della lotta al femminicidio e vede sul palco dell'Arena di Verona Patty Pravo, Gianna Nannini, Irene Grandi, Paola Turci, Elisa, Emma, Alessandra Amoroso, Noemi, Nina Zilli, Irene Fornaciari, Bianca Atzei, Elodie, Antonella Lo Coco, Aida Cooper.
L'evento Amiche in Arena diventa anche un progetto discografico, che viene pubblicato l'11 novembre in due versioni: Standard 2 CD + DVD; Deluxe 2 CD + DVD con libro fotografico. Il ricavato delle vendite è devoluto anch'esso all'associazione D.i.Re.
L'album entra in vetta della classifica FIMI nella sezione compilation e viene certificato disco d'oro per le 25 000 copie vendute dopo sette settimane consecutive di permanenza al 1º posto.

#### Combattente
Il 23 settembre 2016 esce il singolo, Combattente, che anticipa l'omonimo album pubblicato il 4 novembre.
Il 25 novembre, giornata internazionale contro la violenza sulle donne, è la volta del secondo singolo estratto dall'album, intitolato Nessuna conseguenza.

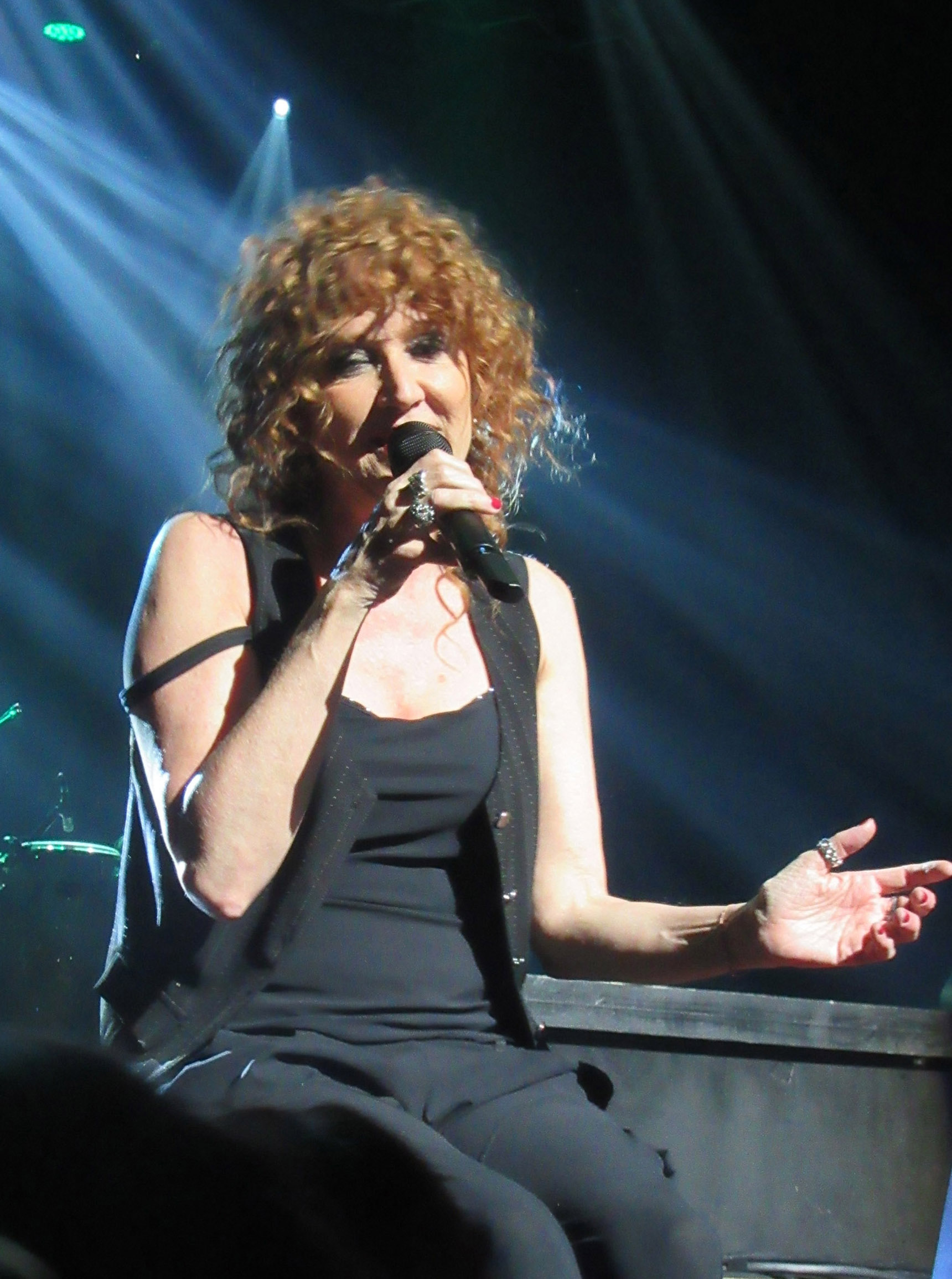
Fiorella Mannoia al Teatro Ponchielli di Cremona, l'11 dicembre 2017

Nel febbraio 2017 ha partecipato al 67º Festival di Sanremo con un brano scritto da Amara e intitolato Che sia benedetta, con cui conquista il secondo posto.
Il brano, raggiunge come posizione massima la 3ª in classifica FIMI e viene certificato disco di platino per le oltre 50 000 copie vendute.
A settembre 2017 conduce per la Rai il programma Un, due, tre ... Fiorella!, due sabati in prima serata con svariati ospiti, per tornare dopo poco tempo sulla scena musicale con il suo nuovo singolo I pensieri di Zo, brano scritto da Fabrizio Moro e ultimo capitolo del progetto Combattente.
Il tour "Combattente" la vedrà impegnata in 101 concerti, anche fuori dall'Italia (emblematica la sua esibizione a Parigi al "Bataclan") con finale a New York il 23 febbraio 2018 al teatro Town Hall di Broadway.

#### Personale
Il 18 dicembre 2018 tramite il proprio sito Internet e le proprie pagine dei social network, annuncia il titolo del suo nuovo progetto: Personale insieme al tour che partirà il 7 maggio 2019 dal Teatro Verdi di Firenze.
Il 25 gennaio 2019 sempre tramite i social, annuncia che il giorno 1º febbraio uscirà il primo singolo: Il peso del coraggio scritto da Amara e Marialuisa De Prisco mentre il videoclip viene pubblicato il 6 febbraio. La sera stessa, partecipa come ospite alla seconda serata del 69º Festival di Sanremo cantando Il peso del coraggio per la prima volta dal vivo e duettando con Claudio Baglioni sulle note di Quello che le donne non dicono con una successiva standing ovation del pubblico del Teatro Ariston.

### Gli anni duemilaventi
Il 6 novembre 2020 viene pubblicato il nuovo album: Padroni di niente. L'album, composto da otto tracce, nasce dalle riflessioni scaturite durante il primo lockdown del 2020. Anticipa il disco il singolo Chissà da dove arriva una canzone scritta da Ultimo e presentato a settembre. Il 14 novembre esce il secondo estratto Padroni di Niente, frutto della collaborazione del duo Amara-Mannoia. Entrambi i singoli sono accompagnati da video ufficiale.
Il 15 e 22 gennaio 2021 torna su Rai 1 con La musica che gira intorno, show che porta il titolo della canzone di Ivano Fossati.
Nel febbraio 2024 partecipa al 74º Festival di Sanremo con il brano Mariposa, vincendo nella serata conclusiva il Premio Sergio Bardotti quale miglior testo della 74ª edizione. Durante la serata delle cover dello stesso Festival, duetta con Francesco Gabbani, cantando due dei loro successi Occidentali's Karma (Gabbani) e Che sia benedetta (Mannoia), rispettivamente la prima e la seconda canzone classificate a Sanremo 2017.

## Vita privata
È nota anche per essere molto riservata sulla sua vita privata. Negli anni settanta e ottanta ebbe una relazione con il cantautore Memmo Foresi, che è stato anche suo produttore. Successivamente ha avuto una relazione ventennale con Piero Fabrizi. Dal 2007 è legata sentimentalmente al musicista e produttore discografico Carlo Di Francesco, che ha sposato con rito civile il 22 febbraio 2021.

## Vocalità e stile
Fiorella Mannoia possiede una riconoscibilissima voce riconducibile a un registro vocale di contralto, che a volte diventa quasi maschile: tant'è vero che sin dagli esordi è stata sempre identificata come la voce e il controcanto di una canzone d'autore storicamente declinata al maschile.
Nelle collaborazioni con donne della musica preferisce artiste con registri vocali da contralto, ad esempio Paola Turci e Noemi; in particolare con quest'ultima la Mannoia, oltre a essere legata da un rapporto artistico, è legata da un rapporto di amicizia, in quanto ha dichiarato di rivedervi sé stessa da giovane.

## Filantropia
Fiorella Mannoia si è sempre dedicata molto al sociale esprimendo la propria solidarietà per l'associazione Emergency, inoltre nel 2006 ha vinto il Premio simpatia: l'Oscar capitolino per la solidarietà. La Mannoia ha spesso tenuto concerti di beneficenza sia singolarmente sia assieme ad altri artisti come Noemi e Paola Turci.
Il 21 giugno 2009 Fiorella partecipa, in veste di madrina come anche Laura Pausini, Gianna Nannini, Elisa e Giorgia, ad Amiche per l'Abruzzo, concerto di beneficenza, tenutosi presso lo Stadio San Siro di Milano, in favore dei terremotati. Il 28 maggio 2010 viene pubblicato il singolo Donna d'Onna, cantato insieme alle altre quattro madrine, che fa da apripista al doppio DVD Amiche per l'Abruzzo pubblicato il 22 giugno 2010, dopo un anno dal concerto.
Inoltre nel 2011 si esibisce sul palco con i ragazzi di strada danzatori brasiliani del Progetto Fondazione Axé - che mira al recupero dei bambini e adolescenti brasiliani che vivono in condizioni disagiate in Brasile (fondando la sua mission sull'arte e la bellezza), di cui la cantante è testimonial. Il 22 settembre 2012 prende parte a Italia Loves Emilia, concerto di beneficenza in favore delle popolazioni emiliane terremotate. Viene, quindi, realizzato un album Italia Loves Emilia - Il concerto (CD + DVD) pubblicato il 27 novembre dello stesso anno; l'album viene anticipato in data 13 novembre 2012 dal singolo A muso duro.
Il 24 settembre 2013 Sony Music pubblica la compilation Pink Is Good a cui Fiorella Mannoia partecipa con Ho imparato a sognare; il ricavato è stato devoluto alla Fondazione Umberto Veronesi per finanziare la lotta contro il tumore al seno.
L'11 giugno 2022 si è esibita nel corso del concerto benefico contro la violenza sulle donne Una. Nessuna. Centomila tenutosi al Campovolo di Reggio Emilia, assieme a Elisa, Giorgia, Emma, Alessandra Amoroso, Laura Pausini e Gianna Nannini.

## Impegno politico
Per le elezioni politiche in Italia del 2013 ha manifestato il proprio appoggio alla lista Rivoluzione Civile di Antonio Ingroia. Il 18 gennaio 2013 legge nel programma "Leader" su Rai 3 il suo scritto "La mia rivoluzione" in sostegno alla lista di Ingroia. Proprio la canzone della Mannoia "Io non ho paura" è diventata in pratica la colonna sonora della campagna elettorale del movimento di Ingroia. Alle elezioni Ingroia non riuscirà poi a essere eletto.
A marzo, in seguito alle elezioni, aderisce al progetto "Riparte il futuro" firmando la petizione che ha lo scopo di far rafforzare la legge anti-corruzione modificando la norma sullo scambio elettorale politico-mafioso (art. 416-ter c.p.) entro i primi cento giorni di attività parlamentare.
Partecipa a entrambe le edizioni del 'Concerto del Primo Maggio di Taranto' - Sì ai diritti, no ai ricatti - promosso dal Comitato dei Cittadini e Lavoratori Liberi e Pensanti appoggiando fortemente la causa di fondo [Si veda a tal fine, la vicenda ILVA nell'area di Taranto]. In merito alla sua partecipazione relativa alla prima edizione, la cantante scrive sul suo account Facebook 'Taranto Libera. Grazie dal profondo del cuore', sintomo del forte legame stretto precedentemente con la popolazione tarantina e rafforzato durante l'evento.
Durante la guerra russo-ucraina assume pubblicamente una posizione pacifista, criticando il supporto bellico che l'Occidente ha fornito nei confronti dell'Ucraina.

## Discografia

### Album in studio
- 1972 – Mannoia Foresi & co.  (RCA)
- 1983 – Fiorella Mannoia  (CGD)
- 1985 – Premiatissima (Ricordi)
- 1985 – Momento delicato (Ariston Records)
- 1986 – Fiorella Mannoia  (Ariston Records)
- 1988 – Canzoni per parlare  (DDD/CBS)
- 1989 – Di terra e di vento (Epic Records/CBS)
- 1990 - La Giostra della memoria (EP)  (Epic Records/CBS)
- 1992 – I treni a vapore  (Epic Records/CBS)
- 1994 – Gente comune (Harpo)
- 1997 – Belle speranze  (Harpo)
- 2001 – Fragile (Duridania)
- 2006 – Onda tropicale (Duridania)
- 2008 – Il movimento del dare  (Duridania)
- 2009 – Ho imparato a sognare  (Sony Music)
- 2012 – Sud  (OYA)
- 2013 – A te  (OYA)
- 2016 – Combattente  (OYA)
- 2017 - Combattente (Sanremo Edition) (OYA)
- 2019 – Personale (Sony Music)
- 2020 – Padroni di niente (OYA)
- 2024 - Disobbedire  (Epic Records)

### Album dal vivo
- 1999 – Certe piccole voci
- 2002 – In tour (con Pino Daniele, Francesco De Gregori e Ron)
- 2004 – Concerti
- 2010 – Il tempo e l'armonia
- 2012 – Sud il tour

### Raccolte
- 1984 – Fiorella Mannoia  (CGD)
- 1987 – Tre anni di successi  (CGD)
- 1990 – Fiorella Mannoia  (Ricordi)
- 1990 – Canto e vivo  (Ricordi)
- 1990 – Basta innamorarsi (Ricordi)
- 1991 – Così cantiamo l'amore (con Ornella Vanoni)   (Ricordi)
- 1991 – Come si cambia   (Lotus)
- 1992 – Come si cambia '77-'87  (Ricordi)
- 1993 – Le canzoni  (Harpo)
- 1996 – Le origini  (Ricordi)
- 1997 – Il meglio    (Ricordi)
- 1998 – I grandi successi (Sony Music)
- 1998 – I primi passi (con Carla Bissi) (On Sale Music)
- 2001 – I grandi successi originali  (Sony Music)
- 2001 – I miti musica (BMG)
- 2004 – Trilogy box  (Ricordi)
- 2006 – Emozioni & Parole  (Sony Music)
- 2007 – Canzoni nel tempo  (Sony Music)
- 2009 – Gli album originali(Sony Music)
- 2010 - Capolavori (Sony Music)
- 2013 – Quattro album originali (Sony Music)
- 2013 – Le mie canzoni  (RCA)
- 2014 – Fiorella (OYA)
- 2015 – Best of (Sony Music)
- 2021 – I miei passi  (Sony Music)

## Tournée
- 2002 – In tour
- 2007 – Canzoni nel tempo tour
- 2009 – In movimento tour
- 2010 – Ho imparato a sognare tour[44] (con, in alcune tappe, Noemi[45])
- 2010 – Il tempo e l'armonia tour (con in alcune tappe Noemi)
- 2012 – Sud tour (con in alcune tappe Frankie hi-nrg mc e Noemi)
- 2014 – Fiorella Mannoia Live[46]
- 2015 – Fiorella tour
- 2016 – A te tour
- 2017 – Combattente tour
- 2019 – Personale
- 2022 - La versione di Fiorella
- 2023 - Luce
- 2024/2025 - Fiorella Sinfonica

## Partecipazioni al Festival di Sanremo
- 1981 – Finalista con Caffè nero bollente
- 1984 – 14º posto con Come si cambia
- 1987 – 8º posto con Quello che le donne non dicono
- 1988 – 10º posto con Le notti di maggio
- 2017 – 2º posto con Che sia benedetta
- 2024 – 15º posto con Mariposa

## Riconoscimenti
Di seguito vengono elencati i riconoscimenti attribuiti a Fiorella Mannoia, non vengono riportate le certificazioni delle pubblicazioni per le quali si rimanda alla pagina della discografia.
1987
- Premio della Critica del Festival della canzone italiana "Mia Martini" - Quello che le donne non dicono

1988
- Premio della Critica del Festival della canzone italiana "Mia Martini" - Le notti di maggio
- Targa Tenco nella categoria per il miglior interprete - Canzoni per parlare

1990
- Targa Tenco nella categoria per il miglior interprete - Di terra e di vento

1993
- Il canzoniere dell'anno - I treni a vapore

1995
- Targa Tenco nella categoria per il miglior interprete - Gente comune

1999
- Targa Tenco nella categoria per il miglior interprete - Certe piccole voci

2004
- Targa Tenco nella categoria per il miglior interprete - Concerti

2006
- Premio simpatia: l'Oscar capitolino per la solidarietà[50]

2008
- Wind Music Award per l'album Canzoni nel tempo[51]
- Premio Roma Videoclip[52]
- Premio Città dei Cavalieri di Malta[53]

2009
- Premio Maria Carta
- Wind Music Award per l'album Il movimento del dare[54]

2010
- Wind Music Award per l'album Ho imparato a sognare[10]
- Wind Music Award per il singolo L'amore si odia ritirato insieme a Noemi[10]
- Wind Music Award premio speciale Arena di Verona

2011
- premio speciale Arena di Verona[55]

2012
- Premio Amnesty Italia 2012 conferito da Amnesty International per Non è un film

2014
- Music Awards 2014 CD Oro per l'album A te
- Premio Caruso 2014

2015
- Wind Music Awards 2015 CD Platino per l'album Fiorella

2016
- Ciak d'oro 2016 per la migliore canzone originale Perfetti sconosciuti dal film Perfetti sconosciuti
- Nastro d'argento per la migliore canzone originale Perfetti sconosciuti dal film Perfetti sconosciuti

2017
- Cittadinanza onoraria della città di Camerino

2021
- Premio Tenco

2024
- Premio "Sergio Bardotti" per il miglior testo del 74º Festival di Sanremo: Mariposa

## Filmografia
- Il magnifico west, regia di Gianni Crea (1972)
- Una colt in mano al diavolo, regia di Gianfranco Baldanello (1972)
- ...E il terzo giorno arrivò il corvo, regia di Gianni Crea (1973)
- Sei bounty killers per una strage, regia di Franco Lattanzi (1973)
- Prima dammi un bacio, regia di Ambrogio Lo Giudice (2003)
- 7 minuti, regia di Michele Placido (2016)
- Sulle nuvole, regia di Tommaso Paradiso (2022)

## Doppiatrici italiane
- Loretta Goggi in  Il magnifico west

## Televisione
- Un, due, tre... Fiorella! (Rai 1, 2017)
- Sanremo Giovani (Rai 1, 2018) Giurata
- La musica che gira intorno (Rai 1, 2021)
- La versione di Fiorella (Rai 3, 2021-2022)
- DallArenaLucio (Rai 1, 2022)
- Notte della Taranta (Rai 1, 2023)
- Una. Nessuna. Centomila – in Arena (Rai 1, 2024)
- Semplicemente Fiorella (Rai 1, 2024)